# Borlänge
Borlänge er en industriby og jernbaneknudepunkt i det sydlige Dalarna i Sverige. Borlänge by har 41.734 indbyggere(2010), indbyggertallet i Borlänge kommun er ca. 49.000.